# Akademik Łomonosow
Akademik Łomonosow (ros. Академик Ломоносов) – rosyjska pływająca elektrownia jądrowa nazwana na cześć fizyka, akademika Michaiła Łomonosowa. Jest to pierwsza rosyjska konstrukcja tego typu i pierwsza na świecie seryjnie produkowana.

## Historia
Problemy z dostarczaniem energii do odległych i trudno dostępnych rejonów Rosji skłoniło rosyjskie Ministerstwo Energii Atomowej (przekształcone później w Rosenergoatom) do podjęcia w 2000 roku decyzji o budowie serii przynajmniej ośmiu pływających elektrowni jądrowych. Takie elektrownie miałyby cumować w pobliżu nadmorskich miast lub zakładów przemysłowych i produkować ciepło oraz elektryczność na ich potrzeby. Szczególne zainteresowanie wykorzystaniem takiego sposobu pozyskiwania energii wykazywał Gazprom, który chciał rozwijać wydobycie gazu ziemnego z pól położonych pod dnem morskim.
Stępkę pod pierwszą z serii jednostkę, „Akademika Łomonosowa”, położono w stoczni Siewmasz w Siewierodwińsku 15 kwietnia 2007. Jednakże piętrzące się trudności stoczni z realizacją priorytetowych zamówień dla marynarki wojennej zagrażały terminowej realizacji projektu i w sierpniu 2008 Rosenergoatom zdecydował się rozwiązać umowę ze stocznią. Dalsze prace zlecono petersburskiej Stoczni Bałtyckiej, w której 1 lipca 2010 zwodowano jednostkę. Wyraźne pogorszenie się sytuacji finansowej stoczni skłoniło w 2011 Rosenergoatom do złożenia w petersburskim sądzie wniosku o zajęcie częściowo ukończonej elektrowni. Zatwierdzone przez sąd zajęcie nie zablokowało dalszych prac nad elektrownią.
Wykończona na wiosnę 2018 roku, jednostka wypłynęła 28 kwietnia na holu z Petersburga i 17 maja dotarła do Murmańska, gdzie ma nastąpić załadowanie obu znajdujących się w jej siłowni reaktorów nuklearnym paliwem. Następnie elektrownia zostanie przeciągnięta do Peweku i tam na stałe zacumowana, dostarczając prąd w miejsce przeznaczonej do zamknięcia w 2019 roku Bilibińskiej Elektrowni Atomowej.

## Dane techniczne i operacyjne
„Akademik Łomonosow” ma długość 144,4 m, szerokość 30 m. Kadłub jednostki zanurza się na 5,6 metra i wypiera 21 500 ton wody. Jest pozbawiony własnego napędu. Jego załoga liczyć będzie 69 osób.
Reakcja rozszczepienia atomu ma być przeprowadzana w dwóch reaktorach PWR typu KLT-40S, każdy produkujący ciepło z mocą 150 MW, zbliżonych konstrukcyjnie do tych stosowanych na lodołamaczach typu Tajmyr. Cała elektrownia ma być w stanie produkować prąd elektryczny z mocą 70 MW.
„Akademik Łomonosow” ma być zdolny do zaopatrzenia w energię elektryczną dwustutysięcznego miasta. Planuje się, że będzie on pracować przez ok. 40 lat. Pręty paliwowe mają być wymieniane co trzy lata. Co dwanaście lat jednostka ma być odholowywana do stoczni macierzystej w celu przeprowadzenia przeglądu technicznego.